# Ikervár
Ikervár là một thị trấn thuộc hạt Vas, Hungary. Thị trấn này có diện tích 35,34 km², dân số năm 2010 là 1830 người, mật độ 52 người/km².